# Bernd Blechschmidt
Bernd Blechschmidt (* 24. August 1961 in Schlema) ist ein ehemaliger deutscher Nordischer Kombinierer.

## Werdegang
Blechschmidt gab sein internationales Debüt bei den Nordischen Junioren-Skiweltmeisterschaften 1981 in Schonach im Schwarzwald, wo er die Goldmedaille im Einzelwettbewerb gewann. Bei den DDR-Skimeisterschaften 1982 in Oberwiesenthal erreichte er im Einzel der Nordischen Kombination den vierten Platz. Am 29. Dezember 1983 gab er sein Debüt im Weltcup der Nordischen Kombination. Nachdem er in Oberwiesenthal als 24. die Weltcup-Punkte-Ränge verpasste, dauert es bis zu seinem erneuten internationalen Einsatz ein knappes Jahr. An gleicher Stelle landete er zu Beginn der Saison 1984/85 als 15. erstmals in den Punkterängen. Am Ende erreichte er mit zwei gewonnenen Punkten den 41. Platz der Weltcup-Gesamtwertung. In den folgenden Jahren kam er zu keinem internationalen Einsatz mehr. Bei den DDR-Skimeisterschaften 1986 gewann er Silber im Einzel der Kombination sowie mit der Mannschaft. Ein Jahr später bei den DDR-Skimeisterschaften 1987 in Klingenthal gewann er seinen ersten nationalen Titel.  Zur Saison 1988/89 kam er zurück in den Weltcup-Kader und erreichte mit Rang vier in Oberwiesenthal seine beste Weltcup-Einzelplatzierung. Es blieb trotz dieses Erfolgs der einzige Weltcup-Start der Saison. In der Gesamtwertung lag er am Ende auf Rang 24. Bei der Nordischen Skiweltmeisterschaft 1989 in Lahti landete er gemeinsam mit Ralph Leonhardt und Thomas Abratis im Teamwettbewerb auf dem dritten Rang und gewann damit Bronze. Im Einzel landete er zuvor auf Rang 28. Bei den DDR-Skimeisterschaften 1989 in Oberwiesenthal gewann Blechschmidt seinen zweiten und letzten DDR-Meistertitel.
In der Saison 1990/91 bestritt Blechschmidt noch einmal einige Wettbewerbe im B-Weltcup, kam aber über Rang 43 der Gesamtwertung nicht hinaus.

## Erfolge

### Weltcup-Platzierungen
| Saison  | Platz | Punkte |
| ------- | ----- | ------ |
| 1984/85 | 41.   | 02     |
| 1988/89 | 24.   | 12     |

### Weltcup-Statistik
Die Tabelle zeigt die erreichten Platzierungen im Einzelnen.
- Platz 1.–3.: Anzahl der Podiumsplatzierungen
- Top 10: Anzahl der Platzierungen unter den ersten zehn
- Punkteränge: Anzahl der Platzierungen innerhalb der Punkteränge
- Starts: Anzahl gelaufener Rennen in der jeweiligen Disziplin

| Platzierung         | Einzel a | Sprint | Massenstart | Team   | Team    | Gesamt |
| Platzierung         | Einzel a | Sprint | Massenstart | Sprint | Staffel | Gesamt |
| ------------------- | -------- | ------ | ----------- | ------ | ------- | ------ |
| 1. Platz            |          |        |             |        |         |        |
| 2. Platz            |          |        |             |        |         |        |
| 3. Platz            |          |        |             |        |         |        |
| Top 10              | 1        |        |             |        |         | 1      |
| Punkteränge         | 2        |        |             |        |         | 2      |
| Starts              | 3        |        |             |        |         | 3      |
| Stand: Karriereende |          |        |             |        |         |        |

## Privates
In Schlema geboren, wuchs Bernd Blechschmidt in Pöhla auf. Er hat eine ältere und eine jüngere Schwester und einen jüngeren Bruder. Bernd Blechschmidt wohnt heute in Hinterzarten und ist Mitglied des Ski-Clubs in Hinterzarten. Er ist verheiratet mit seiner Frau Evelin Blechschmidt und sie haben eine gemeinsame Tochter Sara Blechschmidt. Nach Beendigung seiner Sportlerkarriere machte Blechschmidt eine Ausbildung zum Blechner und einige Jahre später auch den Blechnermeister.